# UY Scuti
UY Scuti – jasny czerwony nadolbrzym oraz gwiazda zmienna półregularna znajdująca się w gwiazdozbiorze Tarczy Sobieskiego. Jej szacowany promień wynosi 941 promieni Słońca. Gwiazda znajduje się około 1,6 kiloparseka (5100 lat świetlnych) od Ziemi. Była uważana za największą znaną gwiazdę pod względem średnicy, aczkolwiek pomiary z 2018 roku dowiodły, że gwiazda znajduje się zdecydowanie bliżej niż wcześniej uważano, tym samym oznacza to, że jest zdecydowanie mniejsza niż przypuszczano.

## Obserwacje
UY Scuti została skatalogowana po raz pierwszy w 1860 roku przez niemieckich astronomów w obserwatorium w Bonn podczas tworzenia katalogu Bonner Durchmusterung jako BD –12 5055. Podczas późniejszych pomiarów odkryto, że jest to gwiazda zmienna, więc zgodnie z międzynarodowymi standardami zmieniono jej nazwę na UY Scuti (trzydziesta ósma gwiazda zmienna w gwiazdozbiorze Tarczy).
Przy dobrych warunkach pogodowych UY Scuti może być obserwowana przez mały teleskop lub lornetkę jako czerwona gwiazda, położona kilka stopni na północ od widocznej gołym okiem gamma Scuti oraz 2 minuty kątowe na północny zachód od Mgławicy Orzeł. Pomimo swojej wysokiej jasności absolutnej, przez swoją dużą odległość jej obserwowalna wielkość gwiazdowa wynosi 11m.

## Charakterystyka
UY Scuti jest klasyfikowana jako gwiazda zmienna o okresie 688 dni. Całkowita jasność gwiazdy przekracza 340 000 razy jasność Słońca, co sprawia, że jest jedną z najjaśniejszych gwiazd w Galaktyce.
Pomimo swojego rozmiaru, UY Scuti nie jest uważana za hiperolbrzyma. Do tego potrzebna jest obecność widma cięższych pierwiastków w atmosferze, dowodzących niestabilności atmosfery oraz szybkiej utraty masy. W tym wypadku w spektrum gwiazdy wykrywa się obecność węgla, wody oraz tlenków krzemu, jednak brak jest linii tlenu, neonu czy innych, cięższych pierwiastków. Dodatkowo jej lokalizacja w diagramie Hertzsprunga-Russella znajduje się poniżej regionu hiperolbrzymów, co klasyfikuje ją jako jasny czerwony nadolbrzym.

## Rozmiar

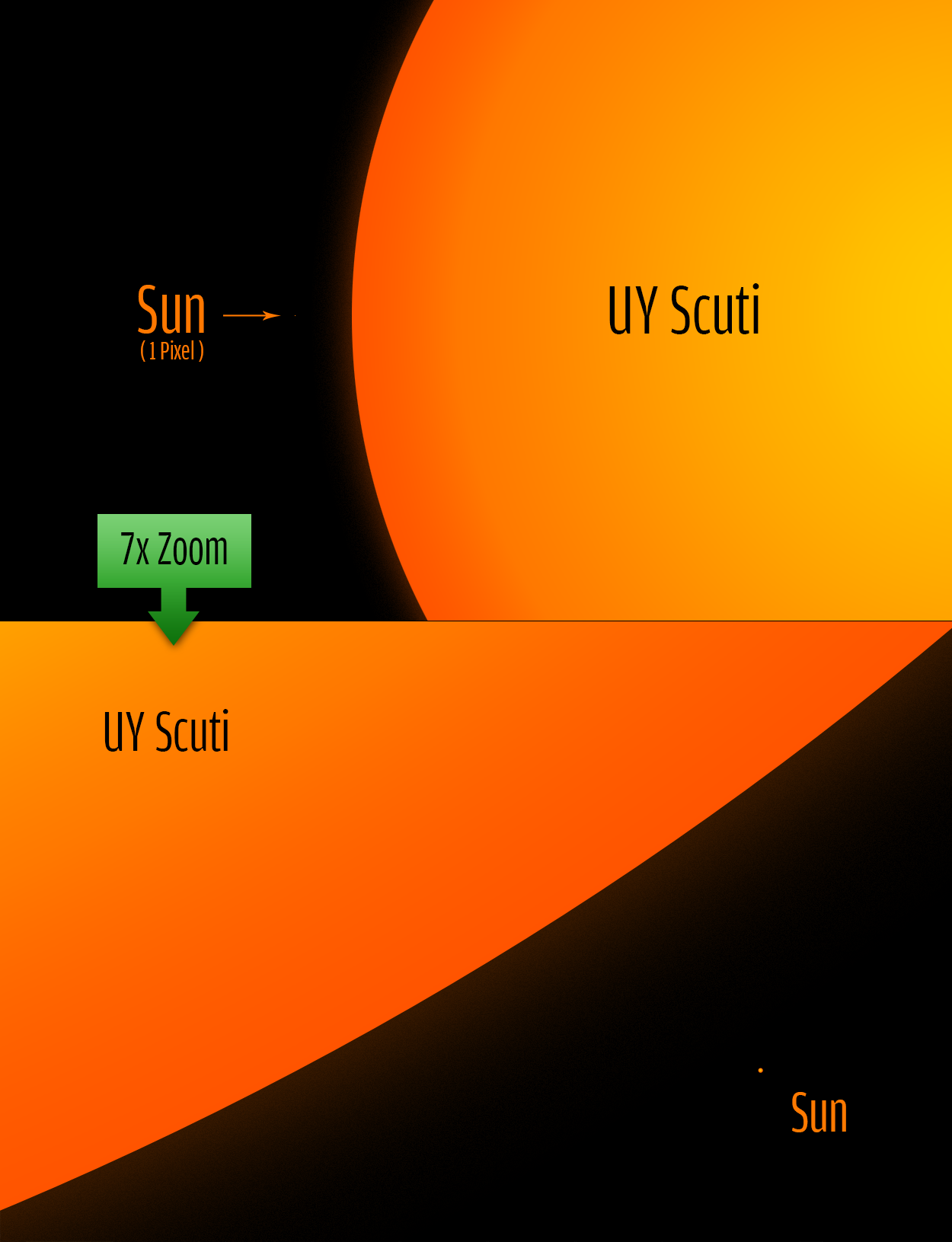
Ilustracja szacowanego rozmiaru UY Scuti w porównaniu ze Słońcem

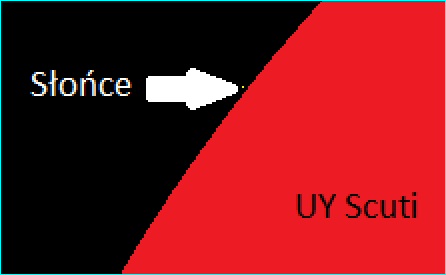
Ilustracja nr 2

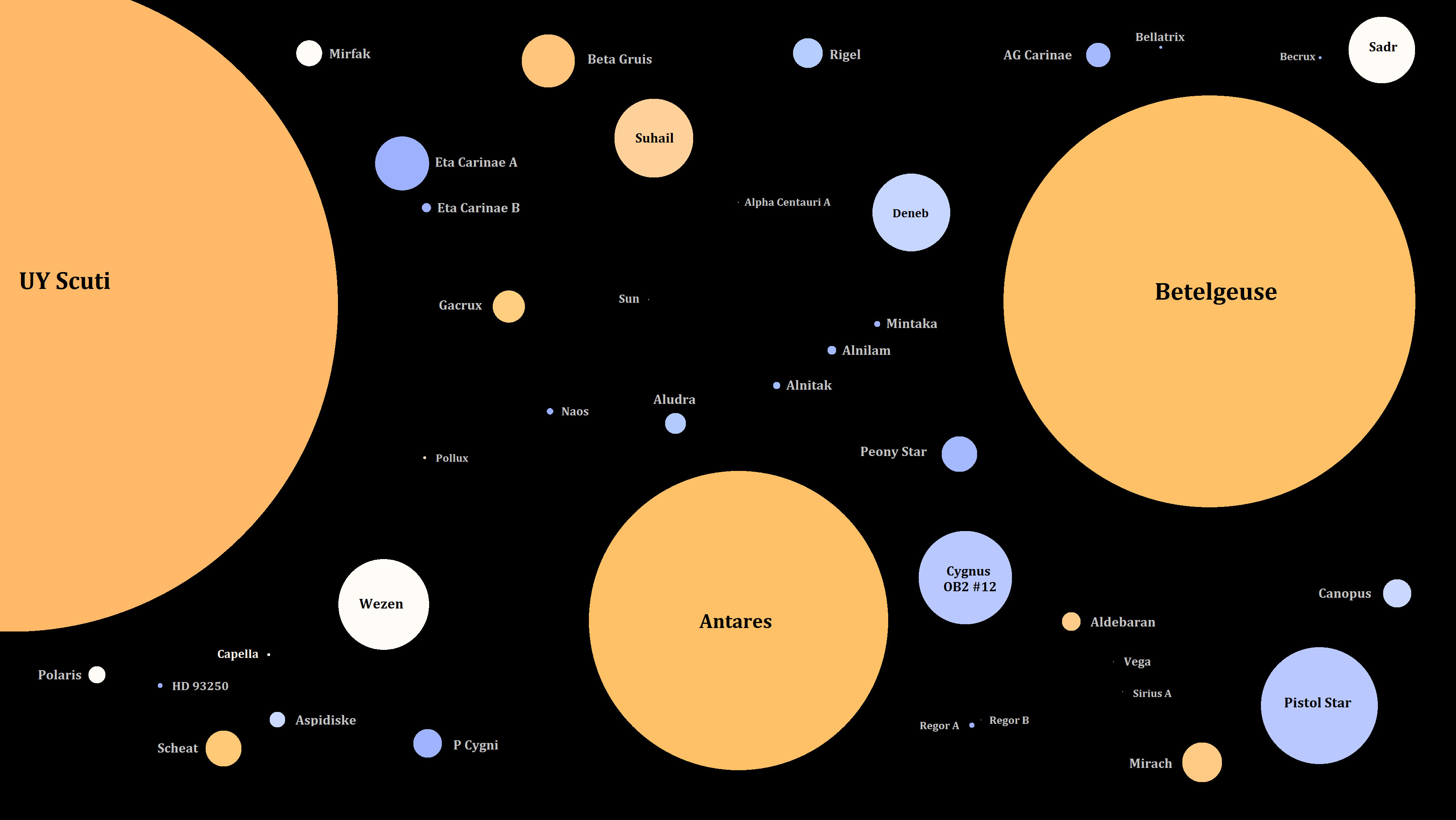
Porównanie rozmiarów niektórych gwiazd

### Pomiar z 2012 roku (VLT)
Latem 2012 roku astronomowie pracujący przy VLT zmierzyli parametry trzech nadolbrzymów z okolic Centrum Galaktyki: UY Scuti, AH Scorpii oraz KW Sagittarii. Odkryto, że wszystkie te gwiazdy są ponad tysiąc razy większe niż Słońce, co sprawia, że są jednymi z największych znanych gwiazd. Rozmiary gwiazd zostały obliczone przy użyciu tzw. nieprzezroczystości Rosselanda, w której głębokość optyczna wynosi 2⁄3, przy odległościach przyjętych z wcześniejszych publikacji.
UY Scuti okazała się największą z nich, z promieniem 1708 ± 192 R☉, co czyni ją największą znaną gwiazdą, około 1,7 raza większą niż Betelgeza. Dla porównania, gdyby Ziemia była kulą o średnicy 20 centymetrów, Słońce miałoby 22,25 metra średnicy (wysokość 7-piętrowego budynku), a rozmiary UY Scuti przekraczałyby 38 kilometrów.
Pomiarów tych dokonano na podstawie średnicy kątowej 5,48 ± 0,10 mas i odległości oszacowanej na 2,9 ± 0,317 kiloparseków (kpc) (około 9500 ± 1030 lat świetlnych), która została pierwotnie obliczona w 1970 r. na podstawie modelowania widma UY Sct. Bazując na powyższych danych, jasność gwiazdy obliczono na 340 000 L☉ w efektywnej temperaturze 3365 ± 134 K, co daje początkową masę 25 M☉ (ewentualnie do 40 M☉ dla gwiazdy nierotującej).

### Pomiar z 2018 roku (Gaia)
Bezpośrednie pomiary paralaksy UY Sct wykonane niedawno przez sondę Gaia dały wynik rzędu 0,6433 ± 0,1059 mas, co oznacza iż odległość gwiazdy jest znacznie mniejsza niż uzyskana w poprzednich pomiarach i wynosi około 1,55 kiloparseka (5 100 ly), a w konsekwencji znacznie niższa jest także jasność gwiazdy oraz jej promień.

## Supernowa
Według aktualnych modeli ewolucji gwiazd, wewnątrz UY Scuti zaczęła się reakcja termojądrowa łączenia jąder helu a w zewnętrznych warstwach jądra gwiazdy, kontynuowana jest reakcja łączenia jąder wodoru. Położenie UY Scuti głęboko w dysku Drogi Mlecznej sugeruje, że jest to gwiazda bogata w metale.
W następnej fazie trwającej kolejny milion lat, w jądrze powinna rozpocząć się fuzja cięższych pierwiastków – litu, węgla, tlenu, neonu i krzemu, po czym rozpocznie się produkcja żelaza. Następnie w wyniku braku paliwa jądrowego zaburzona zostanie równowaga sił panujących w centrum gwiazdy, prowadząc do zapadnięcia się jądra i wybuchu supernowej. Możliwe jest, że podobne gwiazdy cofną się w ewolucji do żółtego hiperolbrzyma, jasnego błękitnego olbrzyma lub gwiazdy Wolfa-Rayeta, która poprzez silne wiatry słoneczne odrzuci swoje zewnętrzne warstwy i odsłoni swoje jądro, ostateczne kończąc życie jako supernowa typu IIb, IIn lub Ib/Ic.